# Hot Fuss Tour
Hot Fuss Tour var en konsertturné av Las Vegas-rockbandet The Killers som ägde rum mellan 2003 och 2005 för att stödja bandet första album, Hot Fuss, som släpptes i juni 2004.

## Setlist

### Genomsnittlig setlist
1. "Jenny Was a Friend of Mine"
2. "On Top"
3. "Somebody Told Me"
4. "Under the Gun"
5. "Change Your Mind"
6. "Smile Like You Mean It"
7. "Andy, You're A Star"
8. "Midnight Show"
9. "Glamorous Indie Rock & Roll"
10. "Mr. Brightside"
11. "All These Things That I've Done"

"Everything Will Be Alright" och "Believe Me Natalie" framfördes också vid några tillfällen, tillsammans med nya och tidigare osläppta låtar såsom "All The Pretty Faces", "Where Is She (Soft Surrender)" och  "Stereo of Lies" along with new and unreleased songs such as "All The Pretty Faces", "Where Is She (Soft Surrender)" and  "Stereo of Lies". The Killers framförde även cover-versioner av ett antal låtar på turnén, inklusive "Moonage Daydream" av David Bowie, de spelade även ibland "On Top" med Pink Floyds låt "Time" inkorporerad i slutet av den.

## Personal
- Brandon Flowers - Sång, keyboard
- Dave Keuning – Gitarr, bakgrundssång
- Mark Stoermer – Bas, bakgrundssång
- Ronnie Vannucci Jr. – trummor

## Turnédatum
| Datum              | Stad                 | Land          | Plats                         | Övrig info                                                                               |
| ------------------ | -------------------- | ------------- | ----------------------------- | ---------------------------------------------------------------------------------------- |
| Europa             |                      |               |                               |                                                                                          |
| 19 november 2003   | Nottingham           | England       | Rescue Rooms                  | Förband åt British Sea Power                                                             |
| 20 november 2003   | Leeds                | England       | Joseph's Well                 | Förband åt British Sea Power                                                             |
| 21 november 2003   | Lincoln              | England       | Bivouac                       | Förband åt British Sea Power                                                             |
| 22 november 2003   | Cardiff              | Wales         | Ifor Bach                     | Förband åt British Sea Power                                                             |
| 23 november 2003   | Leicester            | England       | Princess Charlotte            | Förband åt British Sea Power                                                             |
| 24 november 2003   | High Wycombe         | England       | The White Room                | Förband åt British Sea Power                                                             |
| 25 november 2003   | Northampton          | England       | Soundhaus                     | Förband åt British Sea Power                                                             |
| 26 november 2003   | Reading              | England       | Fez                           | Förband åt British Sea Power                                                             |
| 27 november 2003   | Colchester           | England       | Arts Center                   | Förband åt British Sea Power                                                             |
| 28 november 2003   | Birmingham           | England       | Academy 2                     | Förband åt British Sea Power                                                             |
| 30 november 2003   | Warwick              | England       | University                    | Förband åt British Sea Power                                                             |
| 1 december 2003    | London               | England       | The Garage                    | Förband åt British Sea Power                                                             |
| 3 december 2003    | London               | England       | Barfly @ The Monarch          | Förband åt British Sea Power                                                             |
| Nordamerika        |                      |               |                               |                                                                                          |
| 29 januari 2004    | New York             | USA           | Bowery Ballroom               | Förband åt The Stills                                                                    |
| Europa             |                      |               |                               |                                                                                          |
| 11 februari 2004   | London               | England       | Death Disco                   | Headlined                                                                                |
| 13 februari 2004   | London               | England       | Hammersmith Palais            | Förband åt Jet                                                                           |
| 14 februari 2004   | London               | England       | ICA                           | Huvudband                                                                                |
| Nordamerika        |                      |               |                               |                                                                                          |
| 24 februari 2004   | Las Vegas            | USA           | Ice House Lounge              | Huvudband                                                                                |
| Europa             |                      |               |                               |                                                                                          |
| 27 februari 2004   | Leeds                | England       | The Cockpit                   | Förband åt Stellastarr                                                                   |
| 28 februari 2004   | Sheffield            | England       | Leadmill                      | Förband åt Stellastarr                                                                   |
| 29 februari 2004   | Leicester            | England       | Princess Charlotte            | Förband åt Stellastarr                                                                   |
| 1 mars 2004        | Glasgow              | Skottland     | King Tut's                    | Förband åt Stellastarr                                                                   |
| 2 mars 2004        | Birmingham           | England       | Academy 2                     | Förband åt Stellastarr                                                                   |
| 3 mars 2004        | Manchester           | England       | Hop & Grape                   | Förband åt Stellastarr                                                                   |
| 4 mars 2004        | London               | England       | Electric Ballroom             | Förband åt Stellastarr                                                                   |
| 5 mars 2004        | London               | England       | Shepherds Bush Empire         | Förband åt Stellastarr                                                                   |
| 6 mars 2004        | Bristol              | England       | Fleece & Firkin               | Förband åt Stellastarr                                                                   |
| 7 mars 2004        | Portsmouth           | England       | Wedgewood Rooms               | Förband åt Stellastarr                                                                   |
| 9 mars 2004        | Cambridge            | England       | Polytechnic University        | Förband åt Stellastarr                                                                   |
| 10 mars 2004       | Nottingham           | England       | Rescue Rooms                  | Förband åt Stellastarr                                                                   |
| 11 mars 2004       | Sheffield            | England       | Fez Club                      | Förband åt Stellastarr                                                                   |
| 12 mars 2004       | Cardiff              | Wales         | Barfly                        | Förband åt Stellastarr                                                                   |
| 13 mars 2004       | Bath                 | England       | Moles Club                    | Förband åt Stellastarr                                                                   |
| 14 mars 2004       | Brighton             | England       | Freebutt                      | Förband åt Stellastarr                                                                   |
| Nordamerika        |                      |               |                               |                                                                                          |
| 18 mars 2004       | Austin               | USA           | The Caucus                    | SXSW Music Festival 2004                                                                 |
| 19 mars 2004       | Austin               | USA           | Stubbs BBQ                    | Förband åt Stellastarr                                                                   |
| 20 mars 2004       | Dallas               | USA           | Tree's                        | Förband åt Stellastarr                                                                   |
| 21 mars 2004       | Houston              | USA           | Rhythm Room                   | Förband åt Stellastarr                                                                   |
| 22 mars 2004       | New Orleans          | USA           | The Parish                    | Förband åt Stellastarr                                                                   |
| 24 mars 2004       | Jacksonville         | USA           | Imperial Club                 | Förband åt Stellastarr                                                                   |
| 25 mars 2004       | Atlanta              | USA           | Cotton Club                   | Förband åt Stellastarr                                                                   |
| 26 mars 2004       | Richmond             | USA           | Alley Katz                    | Förband åt Stellastarr                                                                   |
| 27 mars 2004       | Baltimore            | USA           | Fletcher's                    | Förband åt Stellastarr                                                                   |
| 29 mars 2004       | Washington, D.C.     | USA           | Black Cat                     | Förband åt Stellastarr                                                                   |
| 30 mars 2004       | Philadelphia         | USA           | The Khyber                    | Förband åt Stellastarr                                                                   |
| 31 mars 2004       | New York             | USA           | Irving Plaza                  | Förband åt Stellastarr                                                                   |
| 1 april 2004       | Portland             | USA           | Space                         | Förband åt Stellastarr                                                                   |
| 2 april 2004       | Cambridge            | USA           | Middle East Cafe              | Förband åt Stellastarr                                                                   |
| 3 april 2004       | Burlington           | USA           | Club Metronome                | Förband åt Stellastarr                                                                   |
| 5 april 2004       | Montreal             | Kanada        | Cabaret Music Hall            | Förband åt Stellastarr                                                                   |
| 6 april 2004       | Toronto              | Kanada        | Mod Club                      | Förband åt Stellastarr                                                                   |
| 7 april 2004       | Cleveland Heights    | USA           | Grog Shop                     | Förband åt Stellastarr                                                                   |
| 9 april 2004       | Newport              | USA           | Southgate House               | Förband åt Stellastarr                                                                   |
| 10 april 2004      | Columbus             | USA           | Promowest Pavilion            | Förband åt Stellastarr                                                                   |
| 11 april 2004      | Detroit              | USA           | Shelter                       | Förband åt Stellastarr                                                                   |
| 13 april 2004      | Chicago              | USA           | Double Door                   | Förband åt Stellastarr                                                                   |
| 14 april 2004      | Iowa City            | USA           | Gabe's                        | Förband åt Stellastarr                                                                   |
| 15 april 2004      | Minneapolis          | USA           | 7th Street Entry              | Förband åt Stellastarr                                                                   |
| 16 april 2004      | Madison              | USA           | The Annex                     | Förband åt Stellastarr                                                                   |
| 17 april 2004      | St. Louis            | USA           | Gargoyle Club                 | Förband åt Stellastarr                                                                   |
| 18 april 2004      | Lawrence             | USA           | Replay Lounge                 | Förband åt Stellastarr                                                                   |
| 19 april 2004      | Austin               | USA           | Saengerrunde Hall             | Förband åt Stellastarr                                                                   |
| 20 april 2004      | Denver               | USA           | Larimer Lounge                | Förband åt Stellastarr                                                                   |
| 21 april 2004      | Salt Lake City       | USA           | Liquid Joe's                  | Förband åt Stellastarr                                                                   |
| 22 april 2004      | Boise                | USA           | Neurolux                      | Förband åt Stellastarr                                                                   |
| 23 april 2004      | Portland             | USA           | Berbati's Plan                | Förband åt Stellastarr                                                                   |
| 24 april 2004      | Seattle              | USA           | Crocodile Cafe                | Förband åt Stellastarr                                                                   |
| 25 april 2004      | Vancouver            | Kanada        | Richard on Richard            | Förband åt Stellastarr                                                                   |
| 27 april 2004      | Los Angeles          | USA           | Wiltern Theater               | Förband åt Morrissey                                                                     |
| 28 april 2004      | San Francisco        | USA           | Great American Music Hall     | Förband åt Stellastarr                                                                   |
| 29 april 2004      | San Diego            | USA           | Casbah                        | Förband åt Stellastarr                                                                   |
| 30 april 2004      | Phoenix              | USA           | Mason Jar                     | Förband åt Stellastarr                                                                   |
| 2 maj 2004         | Indio                | USA           | Coachella Festival            | Coachella Festival                                                                       |
| Europa             |                      |               |                               |                                                                                          |
| 23 maj 2004        | Portsmouth           | England       | Wedgewood Rooms               | Huvudband                                                                                |
| 25 maj 2004        | Bristol              | England       | Fleece & Firkin               | Huvudband                                                                                |
| 26 maj 2004        | Liverpool            | England       | Liverpool Academy             | Huvudband                                                                                |
| 28 maj 2004        | Leeds                | England       | The Cockpit                   | Huvudband                                                                                |
| 28 maj 2004        | Manchester           | England       | Manchester University         | Huvudband                                                                                |
| 29 maj 2004        | Birmingham           | England       | Birmingham Academy            | Huvudband                                                                                |
| 30 maj 2004        | York                 | England       | Fibbers                       | Huvudband                                                                                |
| 2 juni 2004        | Nottingham           | England       | Rescue Rooms                  | Huvudband                                                                                |
| 3 juni 2004        | London               | England       | Mean Fiddler                  | Huvudband                                                                                |
| 6 juni 2004        | Oxford               | England       | Zodiac                        | Huvudband                                                                                |
| 7 juni 2004        | London               | England       | HMV Shop Oxford Street        | Huvudband                                                                                |
| 8 juni 2004        | Brighton             | England       | The Zap Club                  | Huvudband                                                                                |
| 9 juni 2004        | Reading              | England       | Fez Club                      | Huvudband                                                                                |
| North America      |                      |               |                               |                                                                                          |
| 10 juni 2004       | San Diego            | USA           | Soma                          | Förband åt Stellastarr                                                                   |
| 11 juni 2004       | Mountain View        | USA           | Shoreline Amphitheater        | Live 105 BFD 2004                                                                        |
| 12 juni 2004       | Irvine               | USA           | Verizon Wireless Amphitheater | KROQ Weenie Roast                                                                        |
| 17 juni 2004       | San Francisco        | USA           | Popscene                      | Headlined                                                                                |
| 18 juni 2004       | Portland             | USA           | Dante's                       | Headlined                                                                                |
| 19 juni 2004       | Seattle              | USA           | Nuemo's                       | Headlined                                                                                |
| 20 juni 2004       | Boise                | USA           | The Big Easy                  | Headlined                                                                                |
| 21 juni 2004       | Sparks               | USA           | New Oasis                     | Headlined                                                                                |
| 23 juni 2004       | New York             | USA           | Mercury Lounge                | Headlined                                                                                |
| 24 juni 2004       | New York             | USA           | Rothko's                      | Headlined                                                                                |
| Europe II          |                      |               |                               |                                                                                          |
| 26 juni 2004       | Somerset             | England       | New Bands Tent                | Glastonbury Festival                                                                     |
| 27 juni 2004       | Glasgow              | Scotland      | King Tuts Wah Wah Hut         | Headlined                                                                                |
| 29 juni 2004       | Bryssel              | Belgien       | Le Botanique                  | Headlined                                                                                |
| 30 juni 2004       | Amsterdam            | Nederländerna | Paradiso                      | Headlined                                                                                |
| 1 juli 2004        | Hamburg              | Tyskland      | Molotow                       | Headlined                                                                                |
| 2 juli 2004        | Berlin               | Tyskland      | Roter Salon                   | Headlined                                                                                |
| 3 juli 2004        | Köln                 | Tyskland      | Underground                   | Headlined                                                                                |
| 4 juli 2004        | Rotterdam            | Nederländerna | Metropolis Festival           | Metropolis Festival                                                                      |
| 6 juli 2004        | Colchester           | England       | Colchester Arts Centre        | Headlined                                                                                |
| 7 juli 2004        | Northampton          | England       | Soundhaus                     | Headlined                                                                                |
| 8 juli 2004        | London               | England       | Astoria                       | Headlined                                                                                |
| 9 juli 2004        | Sheffield            | England       | Leadmill                      | Headlined                                                                                |
| 10 juli 2004       | Oxegen Festival      | Irland        | Oxegen Festival               | Oxegen Festival                                                                          |
| 11 juli 2004       | T in the Park        | Skottland     | NME Stage                     | T in the Park Festival                                                                   |
| Nordamerika II     |                      |               |                               |                                                                                          |
| 15 juli 2004       | Salt Lake City       | USA           | Lo-Fi Cafe                    | Headlined                                                                                |
| 16 juli 2004       | Toronto              | Kanada        | Mod Club                      | Headlined                                                                                |
| 17 juli 2004       | Chicago              | USA           | House of Blues                | Förband åt Morrissey                                                                     |
| 19 juli 2004       | Kansas City          | USA           | Hurricane                     | Headlined                                                                                |
| 20 juli 2004       | Oklahoma City        | USA           | Bricktown Live                | Headlined                                                                                |
| 22 juli 2004       | Dallas               | USA           | Tree's                        | Headlined                                                                                |
| 23 juli 2004       | Houston              | USA           | Engine Room                   | Headlined                                                                                |
| 24 juli 2004       | Austin               | USA           | Stubbs BBQ                    | Headlined                                                                                |
| 25 juli 2004       | El Paso              | USA           | T Lounge                      | Headlined                                                                                |
| 26 juli 2004       | Tucson               | USA           | City Limits                   | Headlined                                                                                |
| Asien              |                      |               |                               |                                                                                          |
| 30 juli 2004       | Tokyo                | Japan         | Naebi Ski Resort              | Fuji Rock Festival                                                                       |
| Nordamerika III    |                      |               |                               |                                                                                          |
| 16 augusti 2004    | New York             | USA           | Bowery Ballroom               | Headlined                                                                                |
| 17 augusti 2004    | Providence           | USA           | The Call                      | Headlined                                                                                |
| Europa III         |                      |               |                               |                                                                                          |
| 21 augusti 2004    | Chelmsford           | England       | NME Stage                     | V Festival UK                                                                            |
| 22 augusti 2004    | Staffordshire        | England       | NME Stage                     | V Festival UK                                                                            |
| 23 augusti 2004    | London               | England       | Kentish Town Forum            | Huvudband                                                                                |
| Nordamerika IV     |                      |               |                               |                                                                                          |
| 26 augusti 2004    | Scottsdale           | USA           | Venue of Scottsdale           | Huvudband                                                                                |
| 27 augusti 2004    | San Diego            | USA           | San Diego Street Fair         | Festival                                                                                 |
| 28 augusti 2004    | Los Angeles          | USA           | Troubador                     | Headlined                                                                                |
| 29 augusti 2004    | Santa Ana            | USA           | Galaxy Concert Theater        | Headlined                                                                                |
| 31 augusti 2004    | San Francisco        | USA           | Great American Music Hall     | Headlined                                                                                |
| 1 september 2004   | Orangevale           | USA           | The Boardwalk                 | Headlined                                                                                |
| 3 september 2004   | Vancouver            | Kanada        | Commodore Ballroom            | Headlined                                                                                |
| 4 september 2004   | Victoria             | Kanada        | Open Air                      | Headlined                                                                                |
| 6 september 2004   | Seattle              | USA           | Bumbershoots                  | Headlined                                                                                |
| 8 september 2004   | Winnipeg             | Kanada        | West End Cultural Centre      | Headlined                                                                                |
| 9 september 2004   | Minneapolis          | USA           | The Quest                     | Headlined                                                                                |
| 10 september 2004  | Milwaukee            | USA           | The Rave                      | Headlined                                                                                |
| 11 september 2004  | Chicago              | USA           | Metro Smart Bar               | Headlined                                                                                |
| 12 september 2004  | Atlanta              | USA           | Masquerade                    | Headlined                                                                                |
| 13 september 2004  | St. Louis            | USA           | Mississippi Nights            | Headlined                                                                                |
| September 14, 2004 | Boston               | USA           | The Roxy                      | Headlined                                                                                |
| 17 september 2004  | Austin               | USA           | Zilker Park                   | Austin City Limits Festival                                                              |
| September 18, 2004 | San Bernardino       | USA           | KROQ Inland Invasion          | KROQ Inland Invasion                                                                     |
| 19 september 2004  | Las Vegas            | USA           | House of Blues                | Headlined                                                                                |
| September 24, 2004 | Fort Lauderdale      | USA           | Culture Room                  | Headlined                                                                                |
| 25 september 2004  | Tampa                | USA           | Masquerade                    | Headlined                                                                                |
| 26 september 2004  | Orlando              | USA           | The Social                    | Headlined                                                                                |
| 27 september 2004  | Jacksonville         | USA           | Jack Rabbits                  | Headlined                                                                                |
| 28 september 2004  | Athens               | USA           | 40 Watt Club                  | Headlined                                                                                |
| 30 september 2004  | Carrboro             | USA           | Cat's Cradle                  | Headlined                                                                                |
| 1 oktober 2004     | Norfolk              | USA           | The Norva                     | Headlined                                                                                |
| 2 oktober 2004     | Philadelphia         | USA           | Theater of Living Arts        | Headlined                                                                                |
| 3 oktober 2004     | Washington, D.C.     | USA           | 9:30 Club                     | Headlined                                                                                |
| 4 oktober 2004     | New York             | USA           | Irving Plaza                  | Headlined                                                                                |
| 5 oktober 2004     | New York             | USA           | Irving Plaza                  | Headlined                                                                                |
| 7 oktober 2004     | Boston               | USA           | The Roxy                      | Headlined                                                                                |
| 8 oktober 2004     | Montreal             | Kanada        | Club Soda                     | Headlined                                                                                |
| 9 oktober 2004     | Ottawa               | Kanada        | Capital Music Hall            | Headlined                                                                                |
| 11 oktober 2004    | Toronto              | Kanada        | Opera House                   | Headlined                                                                                |
| 12 oktober 2004    | Detroit              | USA           | St. Andrews Hall              | Headlined                                                                                |
| 14 oktober 2004    | Columbus             | USA           | Newport Music Hall            | Headlined                                                                                |
| 16 oktober 2004    | New Orleans          | USA           | Voodoo Music Festival         | Festival                                                                                 |
| 17 oktober 2004    | Houston              | USA           | Reliant Center                | Headlined                                                                                |
| 19 oktober 2004    | Dallas               | USA           | Gypsy Tea Room                | Headlined                                                                                |
| 20 oktober 2004    | Memphis              | USA           | New Daisy Theater             | Headlined                                                                                |
| 21 oktober 2004    | Lawrence             | USA           | Granada Theater               | Headlined                                                                                |
| 22 oktober 2004    | Denver               | USA           | Bluebird Theater              | Headlined                                                                                |
| 23 oktober 2004    | Tempe                | USA           | Tempe Beach Park              | Festival                                                                                 |
| Europa IIII        |                      |               |                               |                                                                                          |
| 3 november 2004    | Amsterdam            | Nederländerna | Melkweg                       | Huvudband                                                                                |
| 4 november 2004    | Paris                | Frankrike     | Zenith                        | Huvudband                                                                                |
| 5 november 2004    | Köln                 | Tyskland      | Gebaude                       | Huvudband                                                                                |
| 6 november 2004    | Berlin               | Tyskland      | Columbia Club                 | Huvudband                                                                                |
| 9 november 2004    | Stockholm            | Sverige       | Kägelbanan                    | Huvudband                                                                                |
| 11 november 2004   | Dublin               | Irland        | Olympia Theater               | Huvudband                                                                                |
| 12 november 2004   | Manchester           | England       | Academy                       | Huvudband                                                                                |
| 13 november 2004   | London               | England       | Shepherds Bush Empire         | Huvudband                                                                                |
| Nordamerika V      |                      |               |                               |                                                                                          |
| 19 november 2004   | Athens               | USA           | 40 Watt Club                  | Huvudband                                                                                |
| 20 november 2004   | Tampa                | USA           | Masquerade                    | Huvudband                                                                                |
| 21 november 2004   | Jacksonville         | USA           | Freebird Live                 | Huvudband                                                                                |
| 22 november 2004   | Orlando              | USA           | The Social                    | Huvudband                                                                                |
| 23 november 2004   | Fort Lauderdale      | USA           | Culture Room                  | Huvudband                                                                                |
| 1 december 2004    | Toronto              | Kanada        | Kool Haus                     | Huvudband                                                                                |
| 2 december 2004    | Cleveland            | USA           | House of Blues                | Huvudband                                                                                |
| 3 december 2004    | Pittsburgh           | USA           | The Rock Club                 | Huvudband                                                                                |
| 4 december 2004    | Fairfax              | USA           | George Mason University       | Huvudband                                                                                |
| 9 december 2004    | Seattle              | USA           | Key Arena                     | Deck the Hall Ball                                                                       |
| 10 december 2004   | San Francisco        | USA           | Bill Graham Civic Auditorium  | Deck the Hall Ball                                                                       |
| 11 december 2004   | Los Angeles          | USA           | Universal Amphitheater        | KROQ Almost Acoustic Xmas                                                                |
| Oceanien           |                      |               |                               |                                                                                          |
| 14 december 2004   | Perth                | Australien    | Metro City                    | Huvudband                                                                                |
| 16 december 2004   | Adelaide             | Australien    | Thebarton Theater             | Huvudband                                                                                |
| 17 december 2004   | Melbourne            | Australien    | The Palace                    | Huvudband                                                                                |
| 18 december 2004   | Sydney               | Australien    | Enmore Theater                | Huvudband                                                                                |
| 20 december 2004   | Brisbane             | Australien    | The Arena                     | Huvudband                                                                                |
| Nordamerika VI     |                      |               |                               |                                                                                          |
| 30 december 2004   | Las Vegas            | USA           | House of Blues                | Huvudband                                                                                |
| 31 december 2004   | Los Angeles          | USA           | Giant Village                 | Huvudband                                                                                |
| Europa V           |                      |               |                               |                                                                                          |
| 19 januari 2005    | Northumberland       | England       | University                    | Huvudband på "NME Awards Tour" med Bloc Party, Futureheads och Kaiser Chiefs som förband |
| 20 januari 2005    | Glasgow              | Skottland     | Academy                       | Huvudband på "NME Awards Tour" med Bloc Party, Futureheads och Kaiser Chiefs som förband |
| 21 januari 2005    | Glasgow              | Skottland     | Academy                       | Huvudband på "NME Awards Tour" med Bloc Party, Futureheads och Kaiser Chiefs som förband |
| 23 januari 2005    | Nottingham           | England       | Rock City                     | Huvudband på "NME Awards Tour" med Bloc Party, Futureheads och Kaiser Chiefs som förband |
| 24 januari 2005    | Birmingham           | England       | Academy                       | Huvudband på "NME Awards Tour" med Bloc Party, Futureheads och Kaiser Chiefs som förband |
| 25 januari 2005    | Liverpool            | England       | University                    | Huvudband på "NME Awards Tour" med Bloc Party, Futureheads och Kaiser Chiefs som förband |
| 27 januari 2005    | Leeds                | England       | University                    | Huvudband på "NME Awards Tour" med Bloc Party, Futureheads och Kaiser Chiefs som förband |
| 28 januari 2005    | Manchester           | England       | Academy                       | Huvudband på "NME Awards Tour" med Bloc Party, Futureheads och Kaiser Chiefs som förband |
| 29 januari 2005    | Manchester           | England       | Academy                       | Huvudband på "NME Awards Tour" med Bloc Party, Futureheads och Kaiser Chiefs som förband |
| 31 januari 2005    | Norwich              | England       | UEA                           | Huvudband på "NME Awards Tour" med Bloc Party, Futureheads och Kaiser Chiefs som förband |
| 1 februari 2005    | Bristol              | England       | Academy                       | Huvudband på "NME Awards Tour" med Bloc Party, Futureheads och Kaiser Chiefs som förband |
| 2 februari 2005    | Brighton             | England       | Dome                          | Huvudband på "NME Awards Tour" med Bloc Party, Futureheads och Kaiser Chiefs som förband |
| 4 februari 2005    | Cambridge            | England       | Corn Exchange                 | Huvudband på "NME Awards Tour" med Bloc Party, Futureheads och Kaiser Chiefs som förband |
| 5 februari 2005    | Southampton          | England       | Guildhall                     | Huvudband på "NME Awards Tour" med Bloc Party, Futureheads och Kaiser Chiefs som förband |
| 6 februari 2005    | Cardiff              | Wales         | University                    | Huvudband på "NME Awards Tour" med Bloc Party, Futureheads och Kaiser Chiefs som förband |
| 7 februari 2005    | Paris                | Frankrike     | Elysee Montmartre             | Huvudband                                                                                |
| 9 februari 2005    | London               | England       | Brixton Academy               | Huvudband                                                                                |
| 19 februari 2005   | London               | England       | Brixton Academy               | Huvudband                                                                                |
| 20 februari 2005   | Utrecht              | Nederländerna | Tivoli                        | Huvudband                                                                                |
| 21 februari 2005   | Strasbourg           | Frankrike     | La Laiterie                   | Huvudband                                                                                |
| 22 februari 2005   | Milano               | Italien       | Rolling Stone                 | Huvudband                                                                                |
| 24 februari 2005   | Zürich               | Schweiz       | Abart                         | Huvudband                                                                                |
| 25 februari 2005   | Wien                 | Österrike     | The Arena                     | Huvudband                                                                                |
| 26 februari 2005   | München              | Tyskland      | Muffathalle                   | Huvudband                                                                                |
| 27 februari 2005   | Köln                 | Tyskland      | Prime Club                    | Huvudband                                                                                |
| 1 mars 2005        | Hamburg              | Tyskland      | Grunspan                      | Huvudband                                                                                |
| 3 mars 2005        | Barcelona            | Spanien       | Apollo                        | Huvudband                                                                                |
| Asien II           |                      |               |                               |                                                                                          |
| 6 mars 2005        | Nagoya               | Japan         | Club Quattro                  | Huvudband                                                                                |
| 8 mars 2005        | Hiroshima            | Japan         | Club Quattro                  | Huvudband                                                                                |
| 9 mars 2005        | Osaka                | Japan         | Shinsaibashi Club Quattro     | Huvudband                                                                                |
| 10 mars 2005       | Tokyo                | Japan         | Liquid Room                   | Huvudband                                                                                |
| Nordamerika VII    |                      |               |                               |                                                                                          |
| 11 april 2005      | Tempe                | USA           | Marquee Theater               | Huvudband                                                                                |
| 12 april 2005      | La Jolla             | USA           | RIMAC Arena                   | Huvudband                                                                                |
| 13 april 2005      | Long Beach           | USA           | The Vault 350                 | Huvudband                                                                                |
| 15 april 2005      | Las Vegas            | USA           | The Joint @ Hard Rock Hotel   | Huvudband                                                                                |
| 16 april 2005      | Los Angeles          | USA           | The Wiltern                   | Huvudband                                                                                |
| 17 april 2005      | Los Angeles          | USA           | The Wiltern                   | Huvudband                                                                                |
| 19 april 2005      | San Francisco        | USA           | The Fillmore                  | Huvudband                                                                                |
| 21 april 2005      | Portland             | USA           | Roseland Theater              | Huvudband                                                                                |
| 22 april 2005      | Vancouver            | Kanada        | Vogue Theater                 | Huvudband                                                                                |
| 23 april 2005      | Vancouver            | Kanada        | Vogue Theater                 | Huvudband                                                                                |
| 24 april 2005      | Seattle              | USA           | Moore Theater                 | Huvudband                                                                                |
| 26 april 2005      | Edmonton             | Kanada        | Shaw Conference Center        | Huvudband                                                                                |
| 27 april 2005      | Calgary              | Kanada        | Stampede Corral               | Huvudband                                                                                |
| 28 april 2005      | Spokane              | USA           | Big Easy                      | Huvudband                                                                                |
| 2 maj 2005         | Salt Lake City       | USA           | Kingsbury Hall                | Huvudband                                                                                |
| 3 maj 2005         | Denver               | USA           | Paramount Theater             | Huvudband                                                                                |
| 5 maj 2005         | Hollywood            | USA           | The Avalon                    | Huvudband                                                                                |
| 7 maj 2005         | Milwaukee            | USA           | The Rave                      | Huvudband                                                                                |
| 9 maj 2005         | Davenport            | USA           | Col Ballroom                  | Huvudband                                                                                |
| 10 maj 2005        | Kansas City          | USA           | Uptown Theater                | Huvudband                                                                                |
| 11 maj 2005        | Chicago              | USA           | Riviera                       | Huvudband                                                                                |
| 21 maj 2005        | Irvine               | USA           | Verizon Wireless Amphitheater | KROQ Weenie Roast                                                                        |
| 26 maj 2005        | Covington            | USA           | Madison Theater               | Headlined                                                                                |
| 27 maj 2005        | Columbus             | USA           | Promo West Pavilion           | Headlined                                                                                |
| 28 maj 2005        | Cleveland            | USA           | The Scene                     | Headlined                                                                                |
| 30 maj 2005        | Detroit              | USA           | Fox Theater                   | Headlined                                                                                |
| 31 maj 2005        | Toronto              | Kanada        | Molson Amphitheater           | Headlined                                                                                |
| 1 juni 2005        | Montreal             | Kanada        | Metropolis                    | Headlined                                                                                |
| 3 juni 2005        | Philadelphia         | USA           | Electric Factory              | Headlined                                                                                |
| 4 juni 2005        | New York             | USA           | Central Park Summerstage      | Headlined                                                                                |
| 6 juni 2005        | Providence           | USA           | Lupo's @ The Strand           | Headlined                                                                                |
| 7 juni 2005        | Boston               | USA           | Bank of America Pavilion      | Festival                                                                                 |
| 8 juni 2005        | Columbia             | USA           | Merriweather Post             | Festival                                                                                 |
| 10 juni 2005       | Myrtle Beach         | USA           | House of Blues                | Headlined                                                                                |
| 11 juni 2005       | Atlanta              | USA           | Music Midtown Festival        | Festival                                                                                 |
| 17 juni 2005       | Birmingham           | USA           | Linn Park                     | Festival                                                                                 |
| Europa VI          |                      |               |                               |                                                                                          |
| 24 juni 2005       | Glastonbury Festival | England       | Pyramid Stage                 | Festival (Co-huvudband)                                                                  |
| 29 juni 2005       | Cardiff              | Wales         | Millennium Stadium            | Förband åt U2                                                                            |
| 2 juli 2005        | London               | England       | Live 8 i Hyde Park            | Performed All These Things That I've Done                                                |
| 3 juli 2005        | Belfort              | Frankrike     | Eurockeennes de Belfort       | Festival                                                                                 |
| 5 juli 2005        | Chorzów              | Polen         | Stadionie Slaskim             | Förband åt U2                                                                            |
| 6 juli 2005        | Berlin               | Tyskland      | MariaAm Ostbahnhof            | Huvudband                                                                                |
| 7 juli 2005        | Hamburg              | Tyskland      | Docks                         | Huvudband                                                                                |
| 9 juli 2005        | T in the Park        | Skottland     | T in the Park                 | Festival                                                                                 |
| 10 juli 2005       | Oxegen Festival      | Irland        | Oxegen                        | Festival                                                                                 |
| 13 juli 2005       | Amsterdam            | Nederländerna | Amsterdam Arena               | Förband åt U2                                                                            |
| 14 juli 2005       | Köln                 | Tyskland      | Prime Club                    | Huvudband                                                                                |
| 15 juli 2005       | Zürich               | Schweiz       | Abart                         | Huvudband                                                                                |
| 17 juli 2005       | Barcelona            | Spanien       | Apollo                        | Huvudband                                                                                |
| Nordamerika VIII   |                      |               |                               |                                                                                          |
| 20 juli 2005       | Louisville           | USA           | Palace Theater                | Huvudband                                                                                |
| 21 juli 2005       | St. Louis            | USA           | The Pageant                   | Huvudband                                                                                |
| 22 juli 2005       | Indianapolis         | USA           | Murat Theater                 | Huvudband                                                                                |
| 23 juli 2005       | Mount Pleasant       | USA           | Soaring Eagle Casino          | Huvudband                                                                                |
| 24 juli 2005       | Chicago              | USA           | Lollapalooza                  | Festival                                                                                 |
| 29 juli 2005       | San Diego            | USA           | Qualcomm Stadium              | Festival                                                                                 |
| 9 augusti 2005     | Saint Paul           | USA           | Roy Wilkins Auditorium        | Headlined                                                                                |
| 10 augusti 2005    | Omaha                | USA           | Sokol Underground             | Headlined                                                                                |
| 12 augusti 2005    | Morrison             | USA           | Red Rocks Amphitheatre        | Festival                                                                                 |
| 13 augusti 2005    | Wichita              | USA           | The Cotillion                 | Headlined                                                                                |
| 14 augusti 2005    | Tulsa                | USA           | Cain's Ballroom               | Headlined                                                                                |
| 15 augusti 2005    | Oklahoma City        | USA           | Bricktown Event Center        | Headlined                                                                                |
| 17 augusti 2005    | Grand Prairie        | USA           | Nokia Theater                 | Headlined                                                                                |
| 18 augusti 2005    | Austin               | USA           | Stubbs BBQ                    | Headlined                                                                                |
| 19 augusti 2005    | Houston              | USA           | Verizon Amphitheater          | Headlined                                                                                |
| 21 augusti 2005    | Tampa                | USA           | USF Sun Dome                  | Headlined                                                                                |
| Europa VII         |                      |               |                               |                                                                                          |
| 26 augusti 2005    | Reading              | England       | Reading Festival              | Co-huvudband på Main Stage                                                               |
| 27 augusti 2005    | Leeds                | England       | Leeds Festival                | Co-huvudband på Main Stage                                                               |
| Nordamerika IX     |                      |               |                               |                                                                                          |
| 29 september 2005  | Atlantic City        | USA           | Borgata Hotel and Casino      | Huvudband med British Sea Power                                                          |
| 30 september 2005  | Wantagh              | USA           | Jones Beach Theater           | Huvudband med British Sea Power                                                          |
| 1 oktober 2005     | Staten Island        | USA           | Richmond Co. Ball Park        | Huvudband med British Sea Power                                                          |
| 6 oktober 2005     | Long Beach           | USA           | Convention Center             | Huvudband med British Sea Power                                                          |
| 7 oktober 2005     | Las Vegas            | USA           | Hard Rock Hotel and Casino    | Huvudband med British Sea Power                                                          |
| 8 oktober 2005     | Mountain View        | USA           | Download Festival             | Huvudband med British Sea Power                                                          |
| 12 oktober 2005    | Seattle              | USA           | KeyArena                      | Huvudband med British Sea Power                                                          |
| 13 oktober 2005    | Vancouver            | Kanada        | Pacific Coliseum              |                                                                                          |